# Haageocereus pseudomelanostele

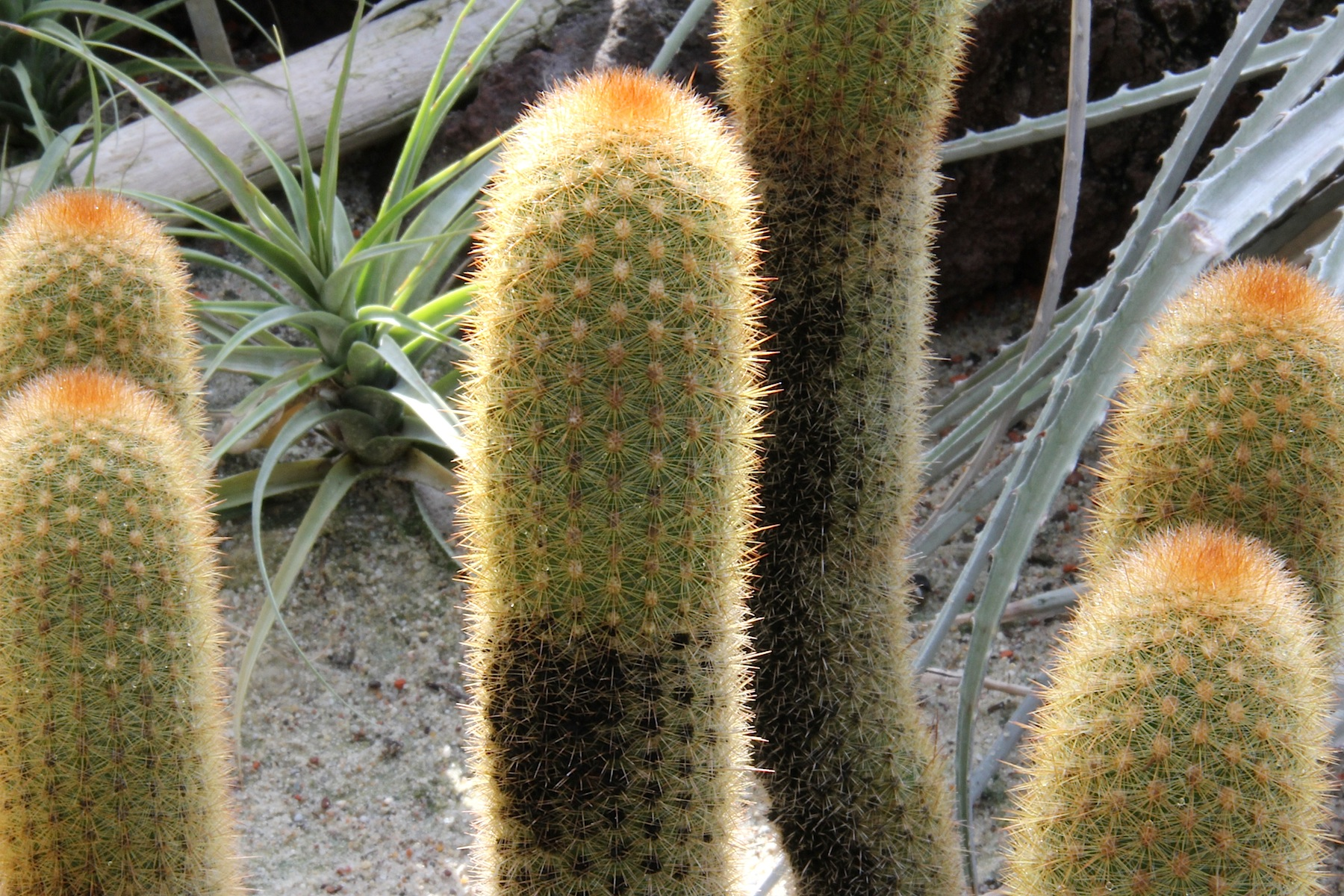
Haageocereus pseudomelanostele subsp. aureispinus

Haageocereus pseudomelanostele ist eine Pflanzenart in der Gattung Haageocereus aus der Familie der Kakteengewächse (Cactaceae). Das Artepitheton pseudomelanostele bedeutet ‚scheinbar schwarzstielig‘.

## Beschreibung
Haageocereus pseudomelanostele wächst strauchig, zuweilen gruppenbildend. Die aufrechten Triebe sind von der Basis her reich verzweigt bis zu 70 Zentimeter hoch und 8 Zentimeter im Durchmesser groß. Die großen Areolen stehen eng und sind mit weißer Wolle besetzt. Der meist nur eine Mitteldorn ist zuerst abstehend, später auch abwärts gerichtet, kräftig, nadelig und bis zu 5 Zentimeter lang. Zuweilen sind zusätzliche sekundäre 3 bis 6 Mitteldornen mit grauer Tönung vorhanden. Zahlreiche gelbliche Randdornen sind bis zu 1,5 Zentimeter lang und mit vielen weißen bis zu 3 Zentimeter langen Borsten vermischt.
Die weißen Blüten sind von außen dunkelpurpurn und haben einen grünlichweißen bis roten Schlund. Sie sind etwa 10 Zentimeter lang. Die hellroten Früchte sind eiförmig, bis zu 6 Zentimeter lang und 4 Zentimeter im Durchmesser.

## Verbreitung, Systematik und Gefährdung
Haageocereus pseudomelanostele ist in den peruanischen Regionen Ancash, Ica und Lima in Höhenlagen von 300 bis 2000 Metern verbreitet.
Die Erstbeschreibung als Cereus pseudomelanostele erfolgte 1932 durch Erich Werdermann und Curt Backeberg. Curt Backeberg stellte die Art 1936 in die Gattung Haageocereus. Weitere nomenklatorische Synonyme sind Binghamia pseudomelanostele (Werderm. & Backeb.) Backeb. (1932, unkorrekter Name, ICBN-Artikel 11.4) und Echinopsis pseudomelanostele (Werderm. & Backeb.) Anceschi & Magli (2013).
Es werden folgende Unterarten unterschieden:
- Haageocereus pseudomelanostele subsp. pseudomelanostele:
Die Nominatform hat grünlich weiße Blüten.
- Haageocereus pseudomelanostele subsp. aureispinus (Rauh & Backeb.) Ostolaza
 Die Blüten sind reinweiß.
- Haageocereus pseudomelanostele subsp. carminiflorus (Rauh & Backeb.) Ostolaza
- Haageocereus pseudomelanostele subsp. chryseus D.R.Hunt
Die Triebe sind 1,5 bis 3 Meter hoch und 4 bis 6 Zentimeter im Durchmesser. Die Dornen sind glänzend gelb bis bräunlich gelb. Die stechenden Mitteldornen sind zahlreich vorhanden (bis zu 20). Die Blüten sind grünlich weiß. Früchte rot oder grün.
- Haageocereus pseudomelanostele subsp. turbidus (Rauh & Backeb.) Ostolaza

Diese Art ist äußerst variabel, und verschiedene Populationen wurden als eigenständige Arten beschrieben.
In der Roten Liste gefährdeter Arten der IUCN wird die Art als „Least Concern (LC)“, d. h. als nicht gefährdet geführt.

## Nachweise